# Oldenlandia hainanensis
Oldenlandia hainanensis là một loài thực vật có hoa trong họ Thiến thảo. Loài này được Chun mô tả khoa học đầu tiên năm 1934.